# Horst Janssen (Oberst)
Horst Janssen, auch Horst Janßen (* 10. Juli 1929 in Marburg) ist ein deutscher, ehemaliger Oberst und Arbeitsgruppenleiter des Ministeriums für Staatssicherheit (MfS) der DDR. Von 1972 bis 1990 war er Leiter der Arbeitsgruppe XVII, zuständig für „Berlin-West“.

## Leben
Janssen, Sohn eines kaufmännischen Angestellten, besuchte bis 1944 die Volksschule in Magdeburg. In den letzten Monaten des Zweiten Weltkriegs wurde er als 15-Jähriger als „Reichsbahnjunghelfer“ dienstverpflichtet.
Nach dem Ende des Kriegs begann Janssen eine Tischlerlehre, die er 1948 abschloss. Bis 1950 war er in seinem Lehrbetrieb als Geselle angestellt. 1949 trat er in die Sozialistische Einheitspartei Deutschlands (SED) ein.
1950/51 war Janssen als Ausbilder und Schulungsleiter bei der Bauunion Magdeburg tätig. 1951 absolvierte er einen Lehrgang an der Deutschen Verwaltungsakademie „Walter Ulbricht“ (DVA) und wurde dann Lehrer für Gesellschaftswissenschaften an der Fachschule für Bauwesen in Glauchau.
1952 zog Janssen nach Ost-Berlin und wurde Mitarbeiter in der Kaderabteilung des Ministeriums für Aufbau. 1955 wechselte er zum MfS.
Von 1955 bis 1972 war Janssen in der Hauptabteilung III, zuständig für die „Sicherung der Volkswirtschaft“, tätig. Von 1960 bis 1965 absolvierte er ein Fernstudium an der Hochschule des MfS in Potsdam-Eiche und wurde Diplomjurist. 1972 stieg er zum Leiter der Arbeitsgruppe XVII, zuständig für „Berlin-West“, auf. 1973 wurde er zum Oberst befördert.
Nach dem Ende der DDR erfolgte 1989 Janssens Freistellung und 1990 seine Entlassung aus dem Dienst.

## Ehrungen
- 1986 Vaterländischer Verdienstorden (DDR)